# Bill O'Reilly
William James O'Reilly Jr. (* 10. září 1949 New York) je americký žurnalista, spisovatel a bývalý televizní moderátor. Během 70. a 80. let 20. století pracoval jako reportér pro několik lokálních televizních stanic a později pro CBS News a ABC News. Mezi lety 1989 a 1995 byl hlavním moderátorem pořadu Inside Edition. V roce 1996 přešel do Fox News, kde až do roku 2017 moderoval vlastní pořad O'The O'Reilly Factor, který byl po dobu 16 let nejsledovanějším zpravodajským pořadem kabelové televize. Mediální analytik Howard Kurtz nazval Billa O'Reillyho „největší hvězdou ve dvacetileté historii Fox News“. O'Reilly je autorem mnoha knih a moderoval také rozhlasový pořad The Radio Factor (2002–2009). Od roku 2017, kdy byl propuštěn z Fox News, moderuje vlastní podcast No Spin News. O'Reilly je považován za konzervativního komentátora.
O'Reillyho mediální kariéra dostala tvrdý zásah v roce 2017, kdy o něm New York Times napsal, že zaplatil šesti ženám téměř $50 milionů dolarů v rámci dohody o stažení obvinění ze sexuálního obtěžování. Po odhalení, že O'Reilly a Fox News zaplatili $13 milionů dolarů na urovnání pěti žalob ze sexuálního obtěžování, Fox News O'Reilliho propustil v dubnu 2017 ze zaměstnání. Odhalení šesté dohody pak vedlo United Talent Agency k prohlášení, že již nebude O'Reillyho zastupovat.